# 曹珖
曹珖（1566年—1645年），字用韋，號葆素，別號季玉，山東青州府益都縣人，民籍，明朝末年政治人物。崇禎年間官至工部尚書。明亡，拒絕仕清，寫絕命詞，絕食殉國。

## 生平
初名曹珍，為避明仁祖朱世珍諱改。萬曆二十八年（1600年）庚子科山東鄉試第九名舉人，二十九年（1601年）辛丑科二甲第三十六名進士。授戶部主事，督皇城四門，丁憂去職。三十七年起補兵部武選司主事，主考山西鄉試，三十九年升兵部職方司郎中，四十一年遷河南布政使司右參政，以峻直多忌，引疾歸。四十六年起為南京太常寺少卿。
紅丸案起，曹珖主張嚴查。天啟二年（1622年）升光祿寺卿，管太常寺少卿事，三年升太常寺卿，四年改大理寺卿，值魏忠賢當政，請求告歸。五年（1625年）被工科右給事中潘士聞論劾，落職閒住。御史盧承欽歷攻東林黨，詆毀曹珖狎主邪盟，被削籍为民。
崇禎元年（1628年）十二月升戶部右侍郎，督理京省錢法，二年（1629年）升戶部左侍郎，三年（1630年）升工部尚書，五年（1632年）加太子少保，與總理戶工二部事宦官張彝憲不睦，乞歸。崇禎十七年（清順治元年，1644年）八月，清朝新任山東總督王鰲永向清廷舉薦曹珖，不就任。
隆武元年（清順治二年，1645年），清軍席捲東南，曹珖聞訊，自閉一室，正衣冠北面而拜，終日慟哭不食，賦絕命詞而卒，享年八十歲。

## 著作
著有《大樹堂集》三卷、《青州考》、《古文品匯》等。

## 家族
曾祖曹聰；祖父曹崇；父曹仲，字汝節，號松菴。母高氏（封恭人）。兄曹珩、曹璜（丙戌進士）、曹珠、曹璉（同科進士）。

## 延伸阅读
[在维基数据编辑]
 《明史卷二百五十四》，出自《明史》